# Dora Schulz
Dora Schulz (* 5. Mai 1906; † 21. August 1974) war eine deutsche leitende Mitarbeiterin des Goethe-Instituts, Sprachwissenschaftlerin und Lehrbuchautorin. Ihr gemeinsam mit dem Lehrbuchautor Heinz Griesbach verfasstes Lehrwerk „Deutsche Sprachlehre für Ausländer“ gilt als frühes Standardwerk für den Unterricht in Deutsch als Fremdsprache.

## Leben und beruflicher Werdegang
Schulz hatte Germanistik, Geschichte und Geografie in Berlin und München studiert und 1931 über Das Bild des Herrschers in der deutschen Tragödie: Vom Barock bis zur Zeit des Irrationalismus an der Universität München promoviert. Danach war sie als „unentgeltliche Hilfskraft für ihren Ehemann“ in Jugoslawien sowie in Rom für die Deutsche Akademie tätig. Diese 1925 in München gegründete Akademie förderte nach 1930 die deutsche Sprache und Kultur im Ausland und wurde durch die amerikanischen Besatzungsbehörden zum Ende 1945 aufgelöst.
Am 9. August 1951 war in München das „Goethe-Institut e.V. zur Pflege der deutschen Sprache im Ausland“ gegründet worden. Schulz zählte zu den Gründungsmitgliedern und leitete zusammen mit Helmut Brückmann als Geschäftsführer die erste Zentrale des neuen Instituts. In den Anfangsjahren war sie in der organisatorischen und fachlichen Betreuung der ersten Deutschkurse für Ausländer tätig. Von 1969 bis zu ihrer Pensionierung im Jahr 1970 wirkte sie als Geschäftsführerin und stellvertretende Direktorin. Zunächst in Bayern sowie danach im übrigen Bundesgebiet gründete das Goethe-Institut eine wachsende Zahl von Unterrichtsstätten, an denen 1969 mehr als „14.000 Deutschlernende aus 132 Ländern aller Kontinente die Grundlagen der deutschen Sprache erlernten oder ihre Kenntnisse erweiterten.“
Für den Unterricht am Goethe-Institut entwickelten Schulz und Heinz Griesbach, der Leiter der Unterrichtsstätte in Bad Reichenhall, eigene Texte, Übungen sowie Anleitungen zur Ausbildung der Lehrkräfte. Nachdem dieses Material weiter erprobt und entwickelt worden war, veröffentlichte der Hueber Verlag in München 1955 die erste Auflage der Deutschen Sprachlehre für Ausländer. In der Folge wurde dieses Lehrbuch von Schulz und Griesbach durch weitere Lehrmaterialien ergänzt und entwickelte sich im Einsatz an den inzwischen auch im Ausland gegründeten Zweigstellen des Goethe-Instituts zu einem frühen Standardwerk für den Unterricht in Deutsch als Fremdsprache.
Nach ihrer Pensionierung wirkte Dora Schulz im Beirat für Sprache des Goethe-Instituts und unterrichtete außerdem Deutsch als Fremdsprache an der Stanford University in den USA. Im Jahr 1970 wurde ihr für ihre Verdienste um die Verbreitung der deutschen Sprache in der Welt die Goethe-Medaille verliehen.

## Ausgewählte Veröffentlichungen
- Schulz, Dora und Heinz Griesbach: Deutsche Sprachlehre für Ausländer, München, 1955, ISBN 978-3-19-001006-6.
- Schulz, Dora und Heinz Griesbach: Grammatik der deutschen Sprache, München, 1960.